# Matviiha, Volodarka
Matviiha (în ucraineană Матвіїха) este localitatea de reședință a comunei Matviiha din raionul Volodarka, regiunea Kiev, Ucraina.

## Demografie
Componența lingvistică a localității Matviiha
     Ucraineană (99,43%)
     Alte limbi (0,57%)
Conform recensământului din 2001, majoritatea populației localității Matviiha era vorbitoare de ucraineană (99,43%), existând în minoritate și vorbitori de alte limbi.